# Holborn (empresa)

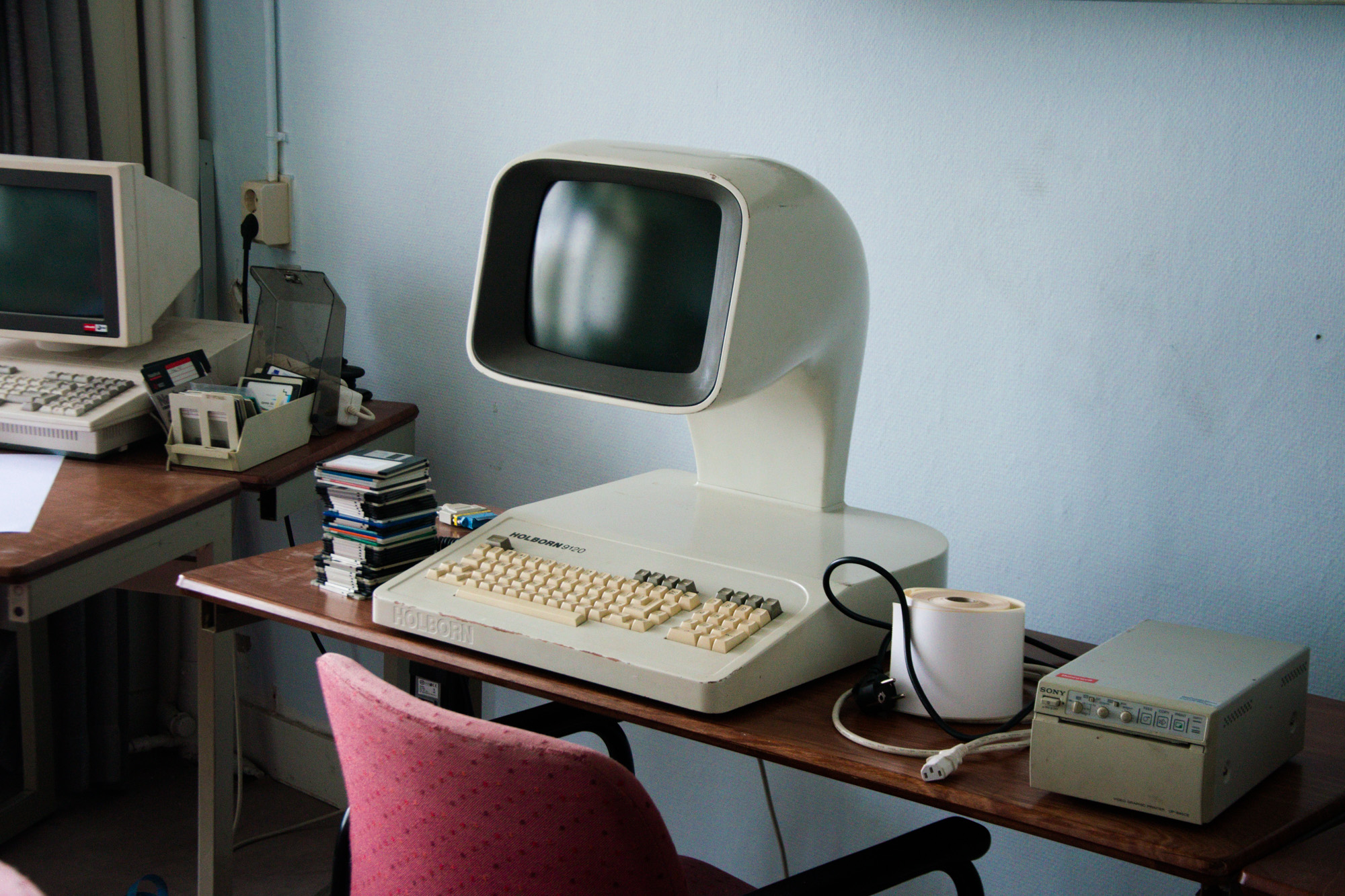
Terminal Holborn 9120

Holborn fue una empresa informática neerlandesa fundada en septiembre de 1979. Cesó sus operaciones el 27 de abril de 1983.

## Historia
La empresa fue fundada en septiembre de 1979 por dos antiguos alumnos de la TH Twente, Hans Polak (ingeniero eléctrico) y Dick Gerdzen (experto en organización). Inicialmente, era un proyecto de innovación subvencionado por el estado. La intención era formar un centro de microelectrónica, utilizando el conocimiento y la experiencia disponibles de las escuelas técnicas (a través de aprendices, por ejemplo) y, por lo tanto, un núcleo industrial en beneficio del empleo en Twente.
Llamaron a la empresa Holborn BV. El nombre era una contracción de nacido en Holanda.
En 1980, la empresa recibió un crédito del gobierno para permitir un mayor desarrollo de los sistemas informáticos. Un año más tarde, la OOM (Overijsselse Ontwikkelings Maatschappij) adquirió una participación del 47% en la empresa, pagando 140.000 florines.
La empresa se ubicó inicialmente en un antiguo edificio escolar en Hengelo y más tarde, gracias a una subvención de 1.300.000 florines neerlandeses, en una construcción de alquiler/compra (proporcionada por el municipio de Enschede), en un nuevo edificio en los terrenos del instituto, frente al TH Twente en Enschede.<
En los primeros años, la empresa fabricaba sistemas informáticos enfocados al sector médico y venta minorista. Más tarde esto cambió y la empresa pasó a operar principalmente en el sector de la joyería y la óptica. Las computadoras se utilizaban principalmente para la gestión de existencias y la administración financiera. Cuando esto no produjo las ventas esperads, cambiaron a sistemas informáticos más generales para pequeñas y medianas empresas.
Para no tener costos innecesarios por licencias, todas las computadoras fueron desarrolladas y producidas internamente. Las computadoras que fabricó la empresa se destacaron por un diseño único y futurista para esa época.<
La empresa ganó algo de fama después de un reportaje en el programa Brandpunt de la KRO.

## Quiebra
Los desacuerdos comerciales entre los fundadores llevaron a una crisis en la dirección en 1983, momento en el que uno de sus fundadores, Dirk Gerdzen, dejó la empresa. Debido a que la empresa siguió obteniendo resultados decepcionantes y, a diferencia de otras empresas informáticas como IBM, no habían optado por un sistema operativo universal y, por lo tanto, tuvo que escribir/desarrollar software específico para los sistemas que se vendían, la empresa quebró el 27 de abril de 1983. En ese momento, la empresa todavía contaba con una veintena de empleados. Investigaciones posteriores revelaron que la empresa había vendido un total de 150 sistemas informáticos pequeños y aproximadamente 50 equipos grandes en sus cuatro años de existencia. La empresa tenía un patrimonio neto negativo de 2 millones de florines y una deuda de 3,5 millones de florines.
Siguió un relanzamiento a través de una nueva empresa, Infotext Holland, que se hizo cargo de una docena de técnicos de Holborn y se centró en dar servicio a las computadoras de Holborn y fabricar periféricos para estas computadoras.

## Computadoras
Holborn 9100

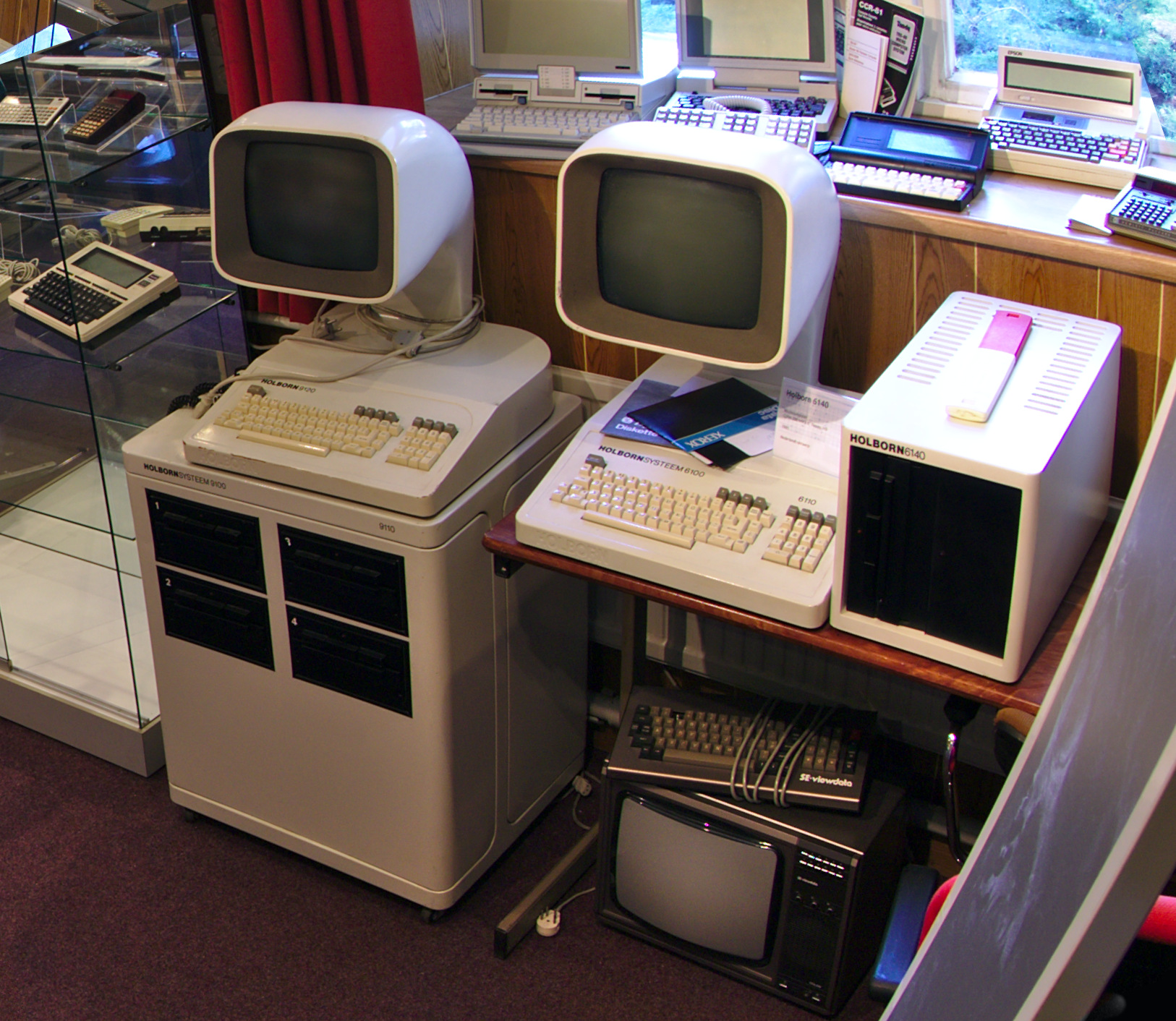
Holborn 9100, Holborn 6100

Este fue el primer sistema informático que produjo la empresa. Se le había pedido al diseñador neerlandés Henk Vos que diseñara el sistema informático. La empresa había desarrollado el sistema informático para que fuera «multiusuario» y expandible. Por lo tanto, el término computadora de crecimiento se utilizó en las campañas publicitarias. El sistema consistía en un mainframe y un terminal. Como procesador se utilizó un Zilog Z80 con 72 kB de memoria principal (ampliable a 220kB).
Holborn 7100
Este sistema informático se fabricó como una versión más económica del 9100 y ofrecía menos opciones. Sin embargo, el sistema podía expandirse específicamente para el cliente a través de su diseño expandible.
Holborn 6100
Esta era una computadora independiente, que funcionaba sin CP/M. Este modelo podía contener un máximo de 3 × 64 kB = 192kB de memoria principal.
Prototipo Holborn 6500
Con este sistema informático, la empresa construyó por primera vez el mini-disquete y colocaron más memoria interna (el sistema ofrecía espacio para un máximo de 1 MB de memoria de trabajo).

## Sistema operativo
El sistema operativo patentado HOS (Holborn Operating System) estaba ubicado en la ROM. Las aplicaciones se podían iniciar desde disquete.
En las computadoras 9100 y 7100, todos los programas y el sistema operativo se ejecutaban desde la memoria ROM. Los datos podían almacenarse en disquetes de 8 pulgadas.